# یوزف هوفمان
یوزف کاژیمیژ هوفمان (لهستانی: Józef Kazimierz Hofmann؛ ۲۰ ژانویه ۱۸۷۶ – ۱۶ فوریه ۱۹۵۷) که با نام «یوزف هوفمان» شناخته می‌شود، نوازنده پیانو، آهنگساز، مخترع و استاد دانشگاه اهل لهستان و ایالات متحده آمریکا بود.
او از کودکی در زمینهٔ موسیقی نابغه بود و در سن ۵ سالگی اولین رسیتال خود را در ورشو برگزار کرد و سپس به اجرای برنامه در سرتاسر اروپا و همچنین آمریکا پرداخت، به‌نحوی که او را با ولفگانگ آمادئوس موتسارت و فلیکس مندلسون مقایسه کردند و آنتون روبینشتاین وی را به عنوان تنها شاگردِ خصوصیِ خود پذیرفت.
وی در سال ۱۹۲۴ میلادی، به‌عنوان نخستین رئیسِ دپارتمانِ آموزشِ پیانو در مؤسسه موسیقی کرتیس واقع در فیلادلفیا انتخاب شد و سپس از سال ۱۹۲۷ تا ۱۹۳۸ میلادی، مدیر این مرکز مهم آموزشی بود.

## نگارخانه

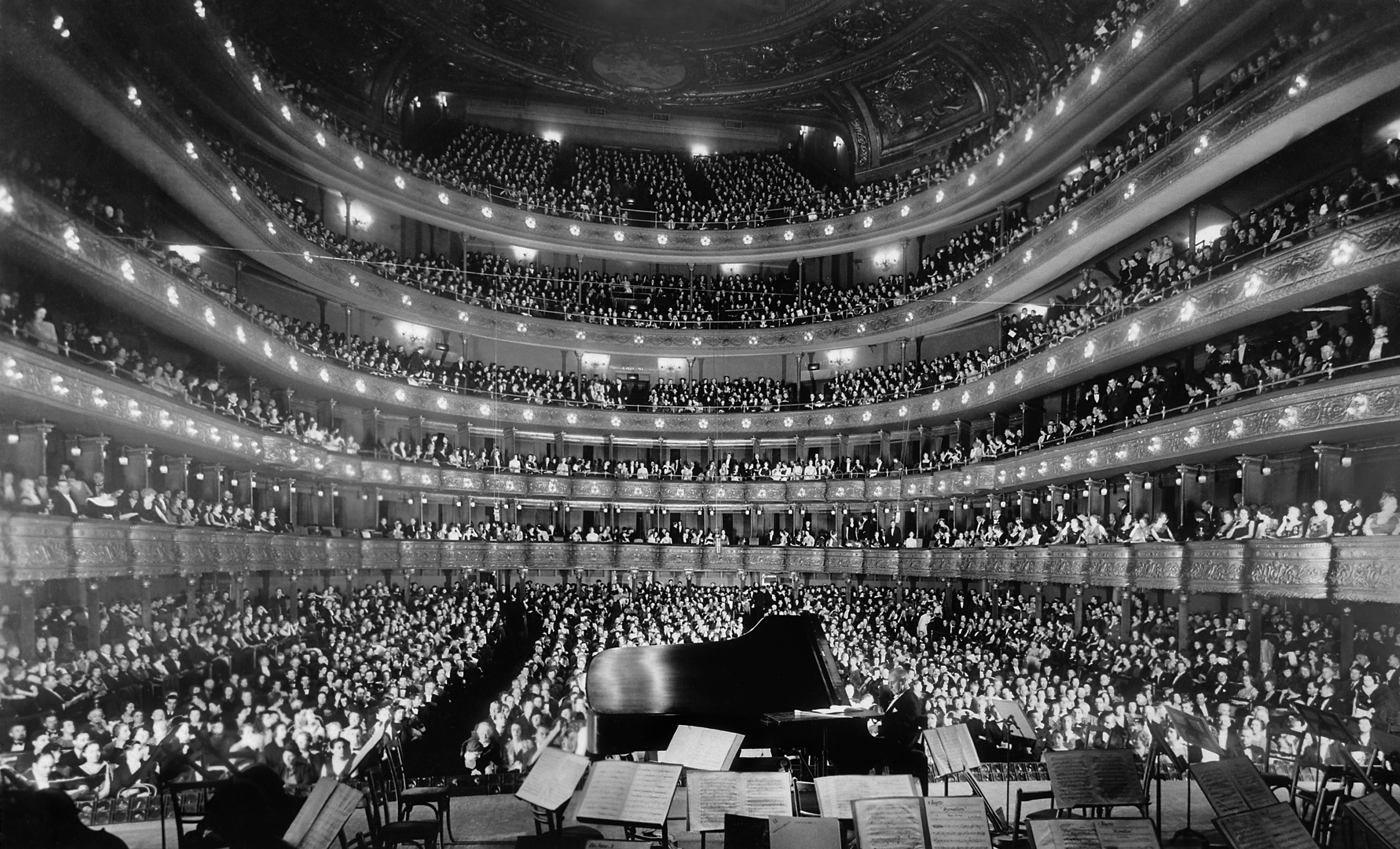
اجرای تک‌نوازی یوزف هوفمان در تالار مملو از جمعیت اپرای متروپولیتن نیویورک در ۲۸ نوامبر ۱۹۳۷
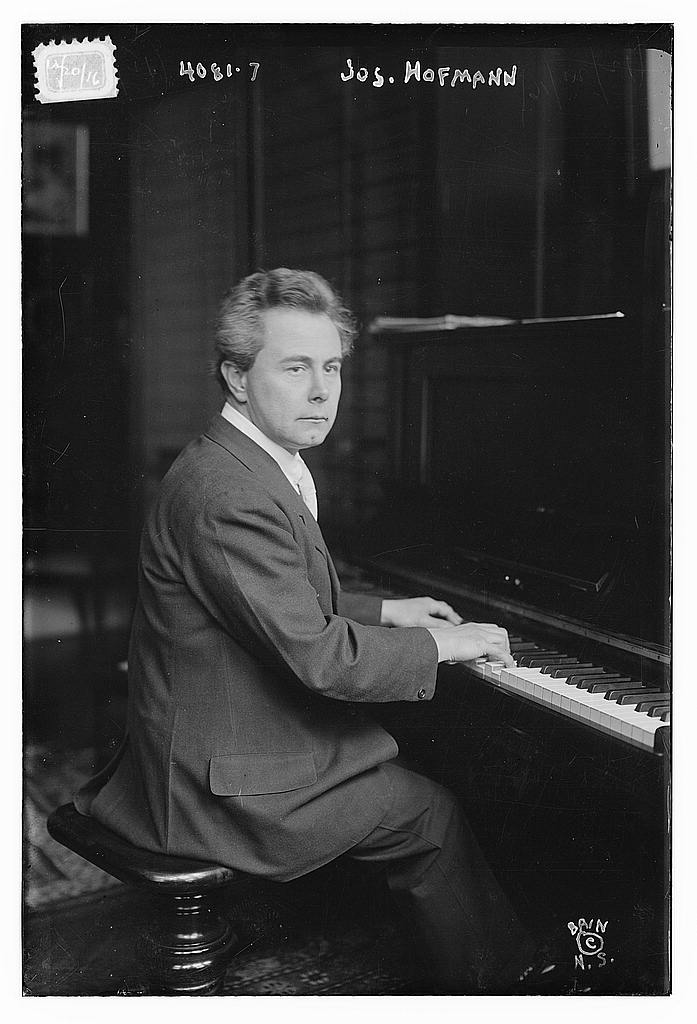
یوزف هوفمان در سال ۱۹۱۶ میلادی